# لوت جروب
شركة لوت جروب أو (باللغة الكورية: 롯데 그룹 lotte geurup) هي شركة كورية جنوبية متعددة الجنسيات. بدأت لوت تاريخها في 28 يونيو 1948 على يد رجل الأعمال الكوري شين كيوك هو في طوكيو. قام شين بتوسيع مدينة لوت إلى بلد أسلافه، كوريا الجنوبية، مع إنشاء شركة لوت للحلويات في سيول في 3 أبريل، 1967. نمت لوت في النهاية لتصبح خامس أكبر تكتل تجاري في كوريا الجنوبية.
تتكون شركة لوت جروب من أكثر من 90 وحدة أعمال توظف 60.000 شخص يعملون في صناعات متنوعة مثل صناعة الحلوى والمشروبات والفنادق والوجبات السريعة وتجارة التجزئة والخدمات المالية والمواد الكيميائية الصناعية والإلكترونيات وتكنولوجيا المعلومات والبناء والنشر والترفيه. تدير لوت أعمالًا إضافية في الصين وتايلاند وماليزيا وإندونيسيا وفيتنام والهند والولايات المتحدة والمملكة المتحدة وكازاخستان وروسيا والفلبين وميانمار وباكستان وبولندا (اشترت لوت أكبر شركة حلوى في بولندا ويديل من كرافت فودز في يونيو 2010)، أستراليا ونيوزيلندا (اشترت لوت بنجاح 4 متاجر معفاة من الرسوم الجمركية في أستراليا وواحد في نيوزيلندا من جي أر / جروب في عام 2019). اليوم ، لوت هي أكبر مصنع للحلويات في كوريا الجنوبية.